# The Clarke & Ware Experiment
The Clarke & Ware Experiment – projekt muzyczny Vincenta Clarke'a i Martyna Ware'a. Projekt utworzył Vince Clarke, który wcześniej grał w zespole Depeche Mode. Debiutancki album pt. Pretentious, będący efektem współpracy muzyków ukazał się w 1999 roku nakładem wytwórni muzycznej Mute Records. Kolejna płyta duetu zatytułowana Spectrum Pursuit Vehicle ukazała w 2001 roku ponownie nakładem Mute Records. Wydawnictwo zostało sygnowane jako płyta Vincenta Clarke'a i Martyna Ware'a w przeciwieństwie do debiutu.

## Dyskografia
- The Clarke & Ware Experiment - Pretentious (1999, Mute Records)[3]
- Vincent Clarke & Martyn Ware - Spectrum Pursuit Vehicle (2001, Mute Records)[4]